# 麗水・順天事件

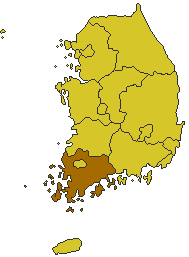
全羅南道

麗水・順天事件（れいすい・じゅんてんじけん）は、1948年10月19日、韓国全羅南道麗水郡（現在の麗水市）で起こった軍隊叛乱と全羅南道麗水郡、慶尚北道盈徳郡、京畿道金浦郡（現在の金浦市）で起きた民間人殺害事件。

## 概要
1948年8月15日の大韓民国建国直後、共産主義政党の南朝鮮労働党（南労党）は各地の大韓民国国軍部隊に工作員を浸透させ、反乱や騒擾の機会を窺っていた。10月19日、済州島で起きた済州島四・三事件鎮圧のため出動命令が下った全羅南道麗水郡駐屯の国防警備隊第14連隊で、隊内の南労党員が反乱を扇動、これに隊員が呼応し部隊ぐるみの反乱となった。
反乱は麗水郡から隣の順天郡（現在の順天市）にも及んだが、李承晩大統領は直ちに鎮圧部隊を投入し、1週間後の10月27日に反乱部隊は鎮圧された。残兵はその後北部の山中へ逃げ込み、長くゲリラ抵抗が続いた。事件処理で韓国政府の左翼勢力摘発は過酷を極め、反乱部隊に加えて、非武装の民間人8000名が殺害された。多くの者が日本へ密航・逃亡し在日韓国・朝鮮人となる背景となった。
このような虐殺事件が多発した背景として、鎮圧・摘発に当たった指揮官に、金白一などのようにかつて日本軍の下で北支・満州などで共産匪の討伐に当たっていた経歴を持つ者が多く、そのときの日本軍のやり方の影響を指摘する声がある。

## 呼称
韓国内では麗順叛乱事件、麗順蜂起、麗順抗争、麗順軍乱、麗順14聯隊叛乱事件、麗水・順天10·19事件、10·19事件、麗順事件、麗水叛乱 ともいう。過去には、麗順叛乱事件と呼ばれる場合が多かったが、当該地域の住民が反乱の主体と誤認する可能性があるという批判を受け入れて、1995年から麗水・順天事件を公式名称として使用している。
北朝鮮では麗水軍人暴動と呼ぶ、これは2013年基準でわが民族同士で書かれていた内容である。

## 事件の経過

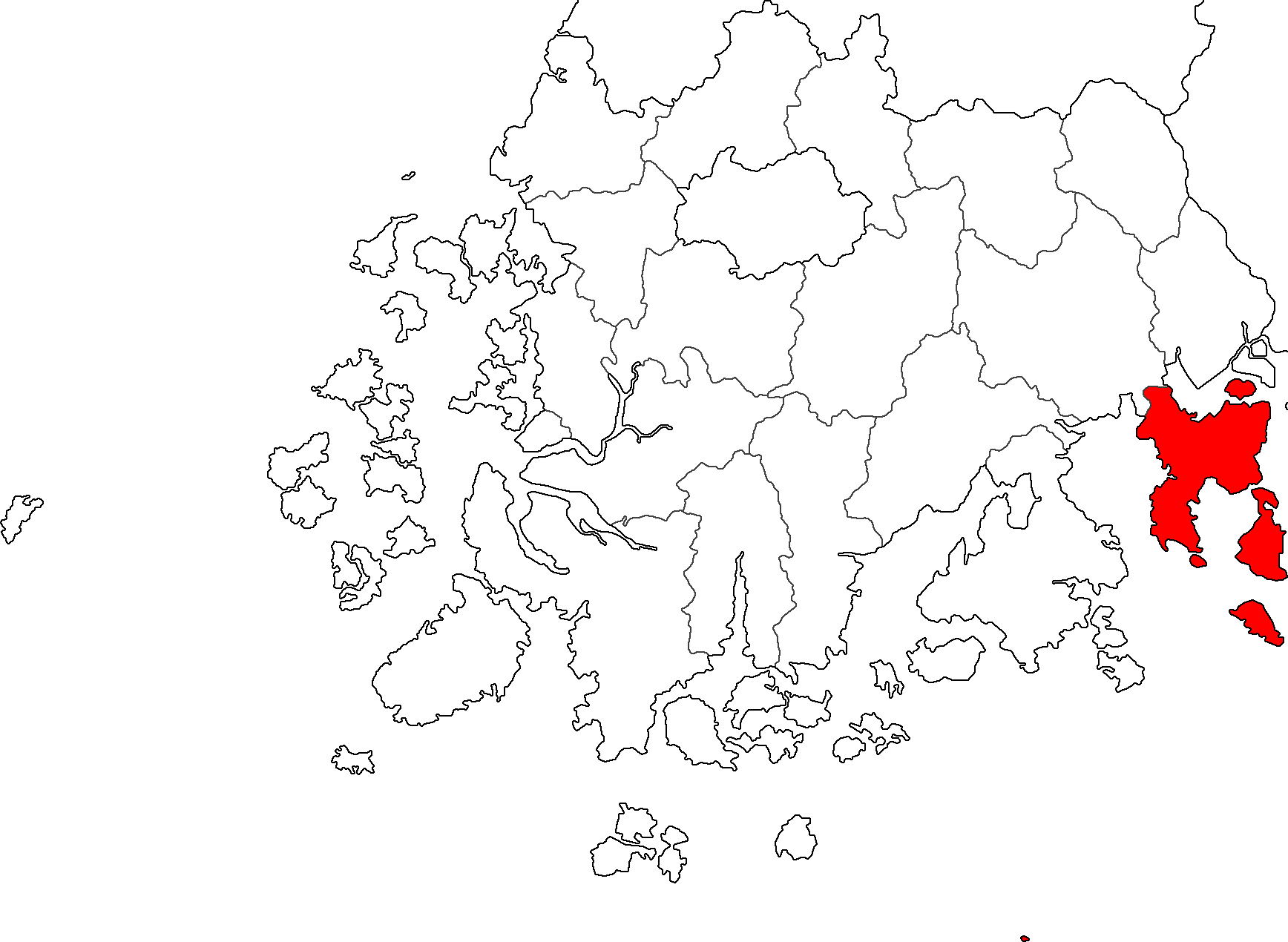
麗水・順天事件の現場となった麗水郡

- 10月19日夜、隊内の南労党細胞組織、約40名が兵器庫を占拠。ラッパを吹いて全隊員約2000名を整列させて反乱決起を促すと、隊内にいた北朝鮮シンパ多数が歓呼してこれに応じ、反対したものをその場で射殺したため全部隊（以下、反乱軍）が反乱に同意。反乱軍は直ちに車輌に分乗、麗水邑の麗水警察署、麗水郡庁などを占拠、収監されていた政治犯を解放し、彼らの案内で町から警察官のほか、李承晩派の韓民党員、右翼団員などを次々に捜し出して射殺した。報道[4] では数日間のうちに、警察官約100名、李承晩派の市民約500人が反乱軍に殺害されたという。
- 10月20日、麗水邑内をほぼ掌握した反乱軍は、順天郡に駐留する第14連隊2個中隊と合流。その日の午後には順天をほぼ制圧した。光州より第四連隊の一個中隊が鎮圧に急派されたが、この部隊も指揮官を射殺して反乱に合流する。
- 10月21日、李承晩政権は麗水・順天地域に戒厳令を敷き、鎮圧部隊10個大隊（以下、正規軍）に出動命令を出す。反乱軍は更に周辺地域にも掌握の手を広げ、光陽、谷城、宝城、求礼へと展開。22日も周辺集落へ展開し、徐々に求礼から智異山へ移動を続けた。
- 10月23日、早朝、正規軍による順天攻撃が開始される。この時すでに反乱軍の主力は麗水及び北部山岳地帯に退いており、市内には守備についていた学生や市民が残っていただけであった。この為、ほとんど抵抗も無いまま午前11時に市内は鎮圧。正規軍は更に反乱軍を追って麗水邑に移動を開始する。
- 10月24日、麗水へ向かう正規軍が反乱軍の待ち伏せに遭い、正規軍270名余が戦死。この時に鎮圧部隊総司令官も重傷を負う。この間に反乱軍の主力は北部の智異山へ移動。
- 10月25日、麗水邑内へ正規軍侵攻。市内は反乱軍兵士200名余と学生、市民1000名余によって防御されていたが、正規軍との圧倒的な兵力差により僅かな抵抗にとどまった。それでも市街戦は2日間続いたが、10月27日未明には完全に鎮圧された。ただちに市内各所で大規模な同調者の摘発と李承晩派による報復が行われ、反乱共謀者として市民数千人が殺害されて市内は血の海と化した。容疑者は下着一枚で市内の小学校に連行されて処刑され、校庭には死体の山ができたが、その中には全く無関係の市民も多数含まれていたといわれ、軍による大量虐殺の疑いが持たれている。
- 複雑な地形の智異山に逃げ込んだ反乱軍は山中に潜伏し、ゲリラ闘争を展開。正規軍は度々掃討を行ったが頑強な抵抗に遭い、完全な終結を見たのは10年後の1957年であった。
- 市街地における戦闘は10月27日中に沈静化したが、韓国軍による同調者摘発は周辺村落へも波及、軍に連行された住民の多くが処刑された。この時殺害を免れた者も、後の朝鮮戦争の混乱に乗じて殺害されたという。

## 影響
本事件による死者は一週間で2976名、行方不明887名、負傷1407名にのぼり、事件の首謀者と幹部152名が軍法会議で死刑となった。李承晩は本事件で韓国軍内に多数の南労党員が浸透していることを知り、大々的な粛清を実施、左翼や南労党員、出身者など約4700名あまりが韓国軍から排除された。これは当時の韓国軍全将兵の一割に近く、後に韓国政府の要人となる朴正煕や李周一もこのとき逮捕され無期懲役を宣告されている。反乱部隊が第十四および第四連隊であったことから「四」の番号は不吉とされ、以後韓国陸軍の部隊番号の欠番とされた。
また、この事件を契機に、大韓民国国内の左翼勢力や反李承晩勢力除去の為、同1948年12月1日に国家保安法が制定された。その他にも学徒護国団が創立されている。
事件発生後に避難のために日本へ逃亡・密入国し、そのまま在日韓国人となった人々も多く、木村光彦（青山学院大学）によると、事件発生後、共産主義者の反政府活動及び保守派の主導権争いのために政情不安定となり、経済的困難も深刻化、結果「たくさんの朝鮮人が海をわたり、日本にひそかに入国」し、その正確な数を把握することはできないが、1946年～1949年にかけて検挙・強制送還された密入国者数は5万人近くに達し、未検挙者をその3倍～4倍と計算すると密入国者総数は20万人～25万人規模となるという。
事件後、済州島と同様、地域全体に国家反逆のレッテルを貼られた住民は長い沈黙を強いられることとなった。事件の全容が公にされたのは民主化宣言後の1990年代に入ってからである。